# Ibrahima Mbaye
Ibrahima Mbaye (ur. 19 listopada 1994 w Guédiawaye) – senegalski piłkarz występujący na pozycji obrońcy we włoskim klubie Bologna FC oraz w reprezentant Senegalu.

## Kariera klubowa
Mbaye urodził się w Guédiawaye i swoją karierę rozpoczął w akademii Étoile Lusitana, skąd latem 2010 roku trafił do włoskiego Interu Mediolan. Swój pierwszy zawodowy kontrakt podpisał w styczniu 2011 po osiągnięciu 16. roku życia. Początkowo występował tylko w drużynie do lat 17, zaś przed sezonem 2011/12 został członkiem drużyny primavery prowadzonej przez Andreę Stramaccioniego. Wraz z primaverą Mbaye sięgnął po triumf w NextGen Series oraz rozgrywkach ligowych. 28 kwietnia 2012 roku, gdy Stramaccioni został już awansowany na pozycję szkoleniowca pierwszego zespołu, powołał Mbaye do 22 osobowej kadry na mecz z Ceseną, ostatecznie jednak nie znalazł się on nawet na ławce rezerwowych.
W lipcu 2012 roku Mbaye pojechał wraz z pierwszą drużyną na przedsezonowy obóz przygotowawczy, składający się z 26 graczy, którzy nie brali udziału w Mistrzostwach Europy 2012. Podczas samego obozu wystąpił on w kilku spotkaniach towarzyskich, a także sięgnął wraz z klubem po Trofeum TIM. 27 lipca 2012 roku Mbaye znalazł się na liście A - podstawowej kadrze zgłoszonej do Ligi Europy. Oficjalny debiut w barwach Interu zaliczył podczas spotkania trzeciej rundy eliminacji tych rozgrywek, w wygranym 3:0 spotkaniu z chorwackim Hajdukiem Split. Ostatecznie, we wrześniu Mbaye został skreślony ze składu na fazę grupową. W grudniu 2012 roku, kilka tygodni po swoich 18. urodzinach, podpisał z klubem nowy, trzyipółletni kontrakt.

## Statystyki kariery
(aktualne na dzień 9 sierpnia 2016)
| Klub               | Sezon              | Liga               | Liga  | Liga   | Puchar Włoch | Puchar Włoch | Europa | Europa | Suma  | Suma   |
| Klub               | Sezon              | Liga               | Mecze | Bramki | Mecze        | Bramki       | Mecze  | Bramki | Mecze | Bramki |
| ------------------ | ------------------ | ------------------ | ----- | ------ | ------------ | ------------ | ------ | ------ | ----- | ------ |
| Inter Mediolan     | 2012/13            | Serie A            | 0     | 0      | 0            | 0            | 2      | 0      | 2     | 0      |
| Livorno (wyp.)     | 2013/14            | Serie A            | 25    | 2      | 0            | 0            | –      | –      | 25    | 2      |
| Inter Mediolan     | 2014/15            | Serie A            | 4     | 0      | 0            | 0            | 3      | 0      | 7     | 0      |
| Bologna FC         | 2014/15            | Serie B            | 11    | 1      | 0            | 0            | –      | –      | 11    | 1      |
| Bologna FC         | 2015/16            | Serie A            | 15    | 0      | 1            | 0            | –      | –      | 16    | 0      |
| Ogólnie w karierze | Ogólnie w karierze | Ogólnie w karierze | 55    | 3      | 1            | 0            | 5      | 0      | 61    | 3      |

## Sukcesy
Inter Mediolan
- Primavera: 2011/12
- NextGen Series: 2011/12